# Estadio Guillermo Plazas Alcid
Das Estadio Guillermo Plazas Alcid ist ein Fußballstadion in der kolumbianischen Stadt Neiva, Departamento del Huila. Es bietet Platz für 27.000 Zuschauer und dient dem kolumbianischen Fußball-Erstligisten Atlético Huila als Spielstätte. Die Anlage ist im Besitz der Stadt Neiva.

## Geschichte
| Estadio Guillermo Plazas Alcid |

| Lokalisierung von Huila in Kolumbien |

Das Estadio Guillermo Plazas Alcid wurde auf Initiative des damaligen Bürgermeisters von Neiva, Guillermo Plazas Alcid errichtet. Es wurde 1980 anlässlich der Juegos Nacionales fertiggestellt und nach seinem Initiator benannt. In den 1990er Jahren wurde es um eine Osttribüne erweitert.
Seit 2014 wird das Stadion umfassend modernisiert. Am 19. August 2016 kam es auf der Stadionbaustelle zu einem Unglück. Beim Einsturz eines Teils der Westtribüne starben vier Personen und zehn weitere wurden verletzt. Die Bauarbeiter befanden sich im Inneren, als der Rang einstürzte. Sie wurden unter Beton und Gitterstäben eingeschlossen und konnten sich nicht selbst befreien. Die Rettungskräfte konnten zehn Menschen aus den Trümmern retten. Noch am Tag zuvor besuchte die Planungsbeauftragte Simon Gaviria zusammen mit dem Gouverneur von Huila, Carlos Julio González Villa, und Neivas Bürgermeister Rodrigo Lara Sanchez die Baustelle, um sich ein Bild von den Arbeiten zu machen. Im Januar 2018 verbot die DIMAYOR Atlético Huila, das Stadion für Fußballspiele in der ersten Liga zu verwenden, solange die geforderten Standards nicht erfüllt werden. Kurze Zeit später konnte Atlético Huila aber bereits zurückkehren, nachdem die wichtigsten sicherheitsrelevanten Änderungen durchgeführt worden waren.